# Coloplast
Coloplast A/S é uma empresa multinacional dinamarquesa que desenvolve, fabrica e comercializa dispositivos e serviços médicos relacionados à ostomia, urologia, incontinência urinária e tratamento de feridas.

## História
Em 1954, a irmã de Elise Sørensen, a irmã de uma enfermeira dinamarquesa, passa por uma cirurgia para remoção de um tumor de cólon. Como resultado da cirurgia, irmã de Sørensen ficou com uma ostomia definitiva, e desenvolveu problemas para sair de casa devido a ausência dispositivos protéticos funcionais. Sørensen, utilizando um saco plástico fino e um anel adesivo desenvolveu a bolsa de ostomia. Após o feito, ela tentou contato com diversas empresas de plástico, mas nenhuma queria assumir a fabricação do produto. Entretanto, Aage Louis-Hansen, um empresário do plástico que era casado com uma enfermeira, aceitou produzir as bolsas de ostomia. As primeira foram produzidas na fábrica normal dele, foram testadas e aprovadas pela irmã de Sørensen. Então Sørensen pediu que mais bolsas fossem produzidas, então 952 bolsas foram produzidas e ela distribuiu em hospitais.
Ainda em 1954, a produção foi iniciada, Aage Louis-Hansen deu início à produção das bolsas de ostmia, e Elise Sørensen, dona da patente das bolsas de ostomia, recebia 7 centavos de coroas dinamarquesas por cada bolsa recebida.
A demanda rapidamente cresceu e, em dois anos, dois terços da produção era para exportação. De tal forma, em 1957, Aage Louis-Hansen fundou a Coloplast e empresa tornou-se totalmente responsável pela produção de bolsas de ostomia.
Atualmente a empresa está sob capital aberto, e Niels Peter Louis-Hansen, filho de Aage Louis-Hansen, possui 20% da empresa e é o vice-presidente.
A Coloplast tem cerca de 12.500 empregados e opera em todo o mundo, com atividades de vendas em 53 países e produção na Dinamarca, Hungria, França, China e Estados Unidos. Sua sede global fica em Humlebæk, na Dinamarca. Nos Estados Unidos e a sede na América do Norte estão localizadas em Minneapolis, Minnesota. A empresa fabrica e fornece produtos para hospitais e instituições, bem como atacadistas e varejistas. Em mercados selecionados, como o Brasil, a Coloplast é um fornecedor direto aos consumidores.

### No Brasil

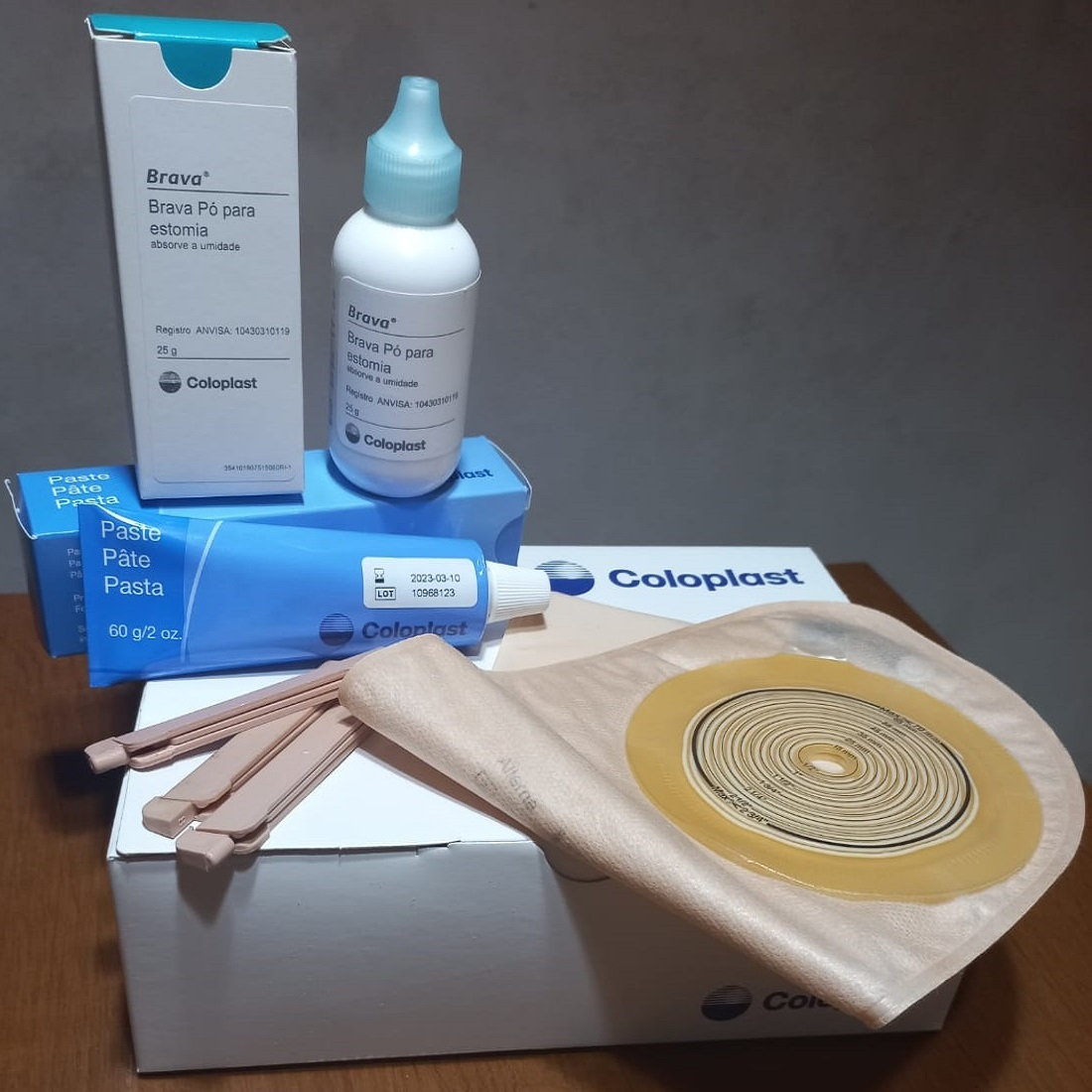
Kit de bolsas, pó, pasta e presilhas entregue à população ostomizada pelo Centro Estadual de Prevenção e Reabilitação de Deficiências (CEPRED), órgão do Sistema Único de Saúde na Bahia.

As operações da Coloplast no Brasil se dão por filial aberta desde a década de 90, em São Paulo. A empresa atua com a venda bolsas de ostomia diretamente ao público, através de sua loja on-line, para hospitais e instituições e também para os estados, municípios e à União, que utilizam e distribuem os materiais para pacientes através do Sistema Único de Saúde.
A empresa também já fez doações para o Ministério da Saúde e atua, através do programa Coloplast Ativa, em campanhas nas redes sociais, junto com influenciadores digitais, sobre aceitação do próprio corpo. Uma das campanhas da empresa foi a "Minha Estomia Não Me Define", e teve adeptos como Luciano Szafir.

## Mercado
A empresa teve receitas de DKK 18.554 bilhões em 2020/2021. 63% das vendas se concentram na Europa, 22% das vendas estão na América do Norte e 15% no resto do mundo. A Coloplast está listada na Bolsa de Valores da Dinamarca e, por vários anos, está representada entre as 20 ações mais negociadas do país.
Em 2016, a Coloplast foi listada como a 22ª empresa mais inovadora do mundo pela Forbes. Em 2015, foi listada como a 33ª empresa mais inovadora do mundo pela Forbes Magazine. A Star Tribune incluiu a Coloplast na lista anual dos principais empregadores de Minnesota.

### Aquisições
Em 2010, a empresa adquiriu a Mpathy Medical Devices.
Em novembro de 2016, a Coloplast adquiriu a Comfort Medical por US$ 160 milhões. A Comfort Medical era um fornecedor médico direto ao consumidor com sede em Coral Springs, Flórida. Antes da aquisição da Coloplast, a Comfort Medical havia adquirido a Medical Direct Club e a Liberty Medical em 2015. Em 2020, a Coloplast anunciou as aquisições da Hope Medical e Rocky Medical Supply, e integrou as organizações na Comfort Medical.
Em novembro de 2021, a Coloplast anunciou que iria adquirir a Atos Medical e sua tecnologia de laringectomia por US$ 2,49 bilhões.

## Processos judiciais envolvendo malha transvaginal
Em 2019, o órgão responsável pelo avaliação de produtos médicos, medicinais, alimentos e drogas dos Estados Unidos, a Food and Drug Administration, ordenou que a Coloplast e a Boston Scientific parassem a venda e distribuição de malhas transvaginais, por não terem provado que seus produtos de tela eram seguros e eficazes para o reparo do prolapso de órgãos pélvicos. A Coloplast é uma das várias empresas que já se envolveram em ações judiciais multimilionárias por danos causados por malha transvaginal.